# Amphigyra alabamensis
Amphigyra alabamensis är en snäckart som beskrevs av Henry Augustus Pilsbry 1906. Amphigyra alabamensis ingår i släktet Amphigyra och familjen posthornssnäckor. IUCN kategoriserar arten globalt som utdöd. Inga underarter finns listade i Catalogue of Life.

## Bildgalleri

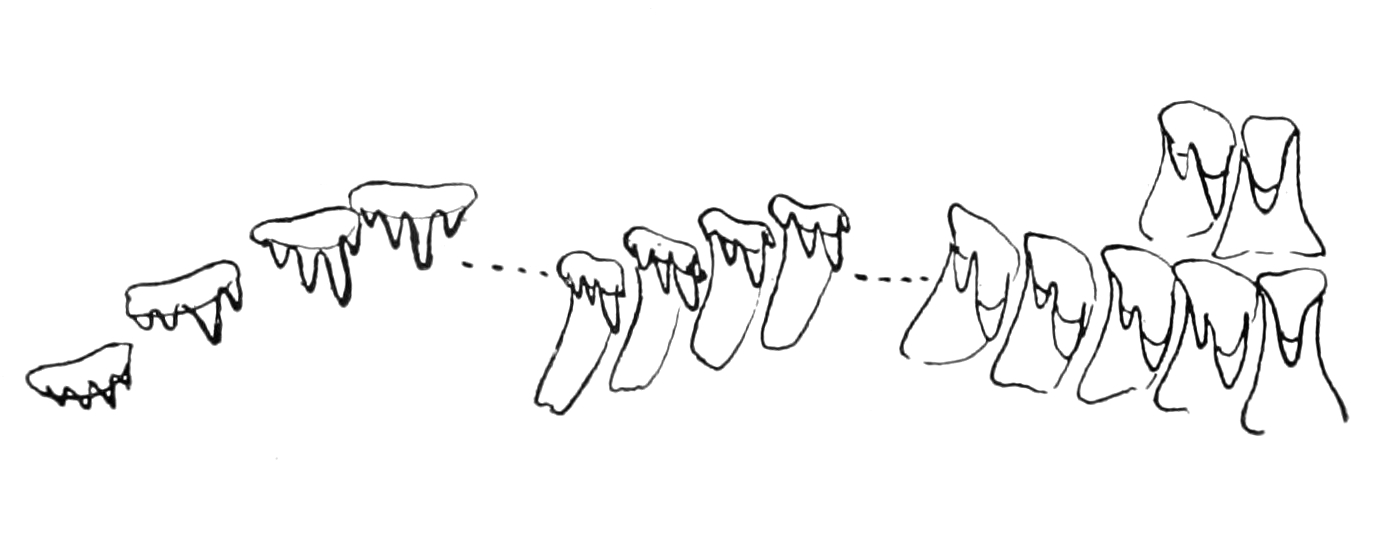